# Frýdek-Místek (stacja kolejowa)
Frýdek-Místek – stacja kolejowa we Frydku-Mistku, w kraju morawsko-śląskim, w Czechach. Stacja znajduje się na wysokości 281 m n.p.m.

## Historia
Stacja kolejowa została otwarta w 1871 roku, na linii kolejowej łączącej Frydlant nad Ostrawicą z Ostrawą. Wybudowano murowany dworzec architektury austriackiej. Powstał on po śląskiej stronie Ostrawicy, na terenie ówczesnego miasta Frydek, mimo sprzeciwów mieszkańców sąsiedniego Mistka. Jednak stacja została nazwa Frydek-Mistek w ramach kompromisu. W 1888 Frydek znalazł się na linii Kolei Miast Morawsko-Śląskich, łączącej Morawy i Śląsk Cieszyński.
Dworzec został wyremontowany oraz posiada poczekalnię, kasy biletowe i dodatkowo centrum informacji. Perony połączone są przejściem podziemnym. Przed budynkiem dworcowym zlokalizowano przystanki lokalnej komunikacji autobusowej. Na stacji kolejowej zlokalizowana jest niewielka lokomotywownia. Z budynku zlokalizowany jest peron pierwszy. Peron drugi połączony jest z dworcem autobusowym. 13 lutego 2010 budynek dworca został wpisany do rejestru zabytków Republiki Czeskiej.